# Euxoa cursoria
Euxoa cursoria (tên tiếng Anh: Coast Dart) là một loài bướm đêm thuộc họ Noctuidae. Nó được tìm thấy ở miền bắc và miền trung châu Âu cũng như the coastal regions of the British isles, miền trung Xibia, Mông Cổ, Tây Tạng và Afghanistan. The subspecies Euxoa cursoria wirima được tìm thấy ở Canada.
Sải cánh dài 31–40 mm. This moth gặp ở tháng 7 đến tháng 9 tùy theo địa điểm.
Ấu trùng ăn various sandhill plants, bao gồm Honckenya peploides và Elytrigia juncea, cũng như Elymus arenarius, Rumex, Atriplex littoralis, Minuartia pebloides, Cakile maritima, Lathyrus maritimus và Asparagus.

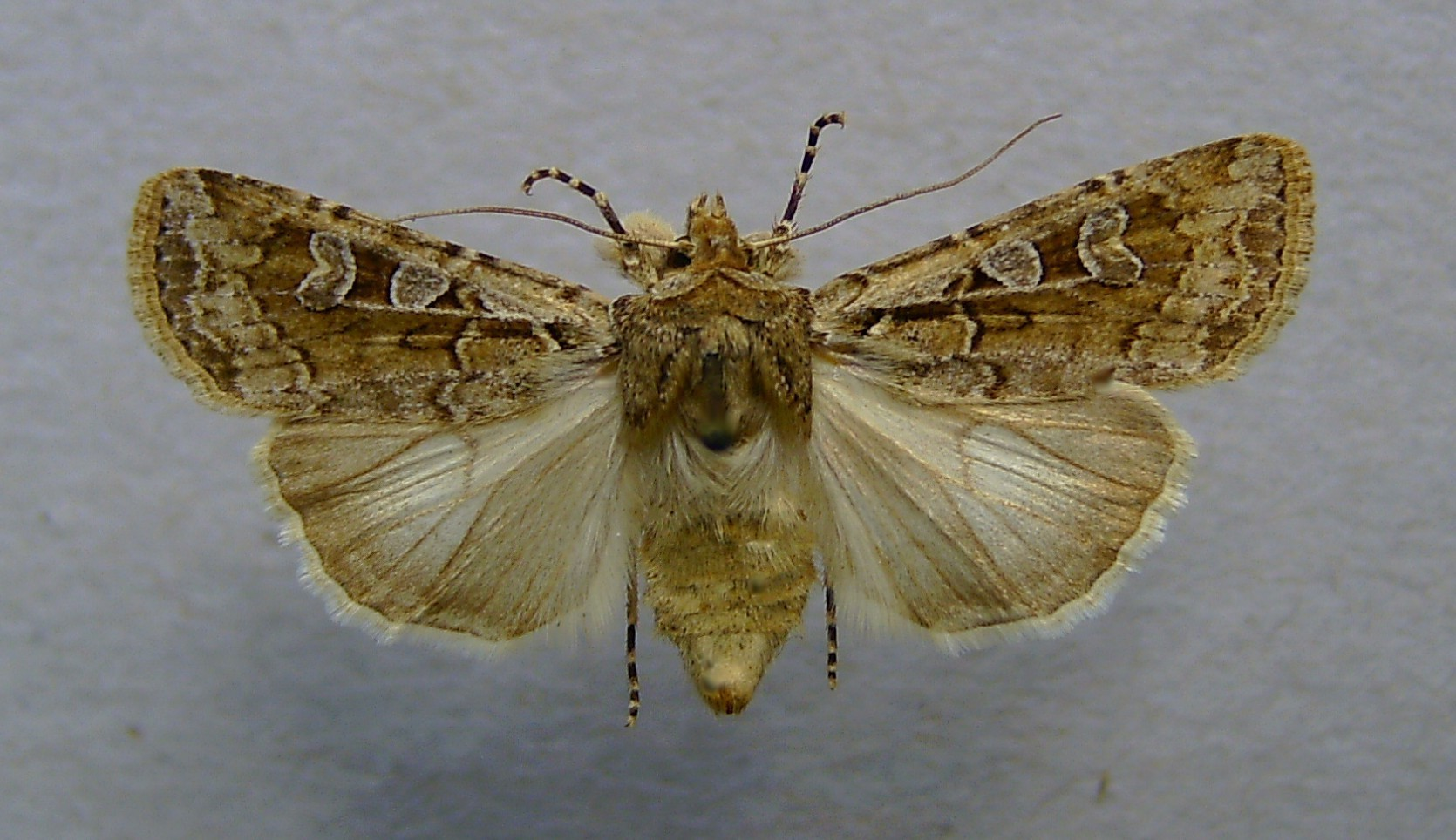
Euxoa cursoria

## Phụ loài
- Euxoa cursoria cursoria
- Euxoa cursoria wirima Hardwick, 1965 (Canada)

## Hình ảnh

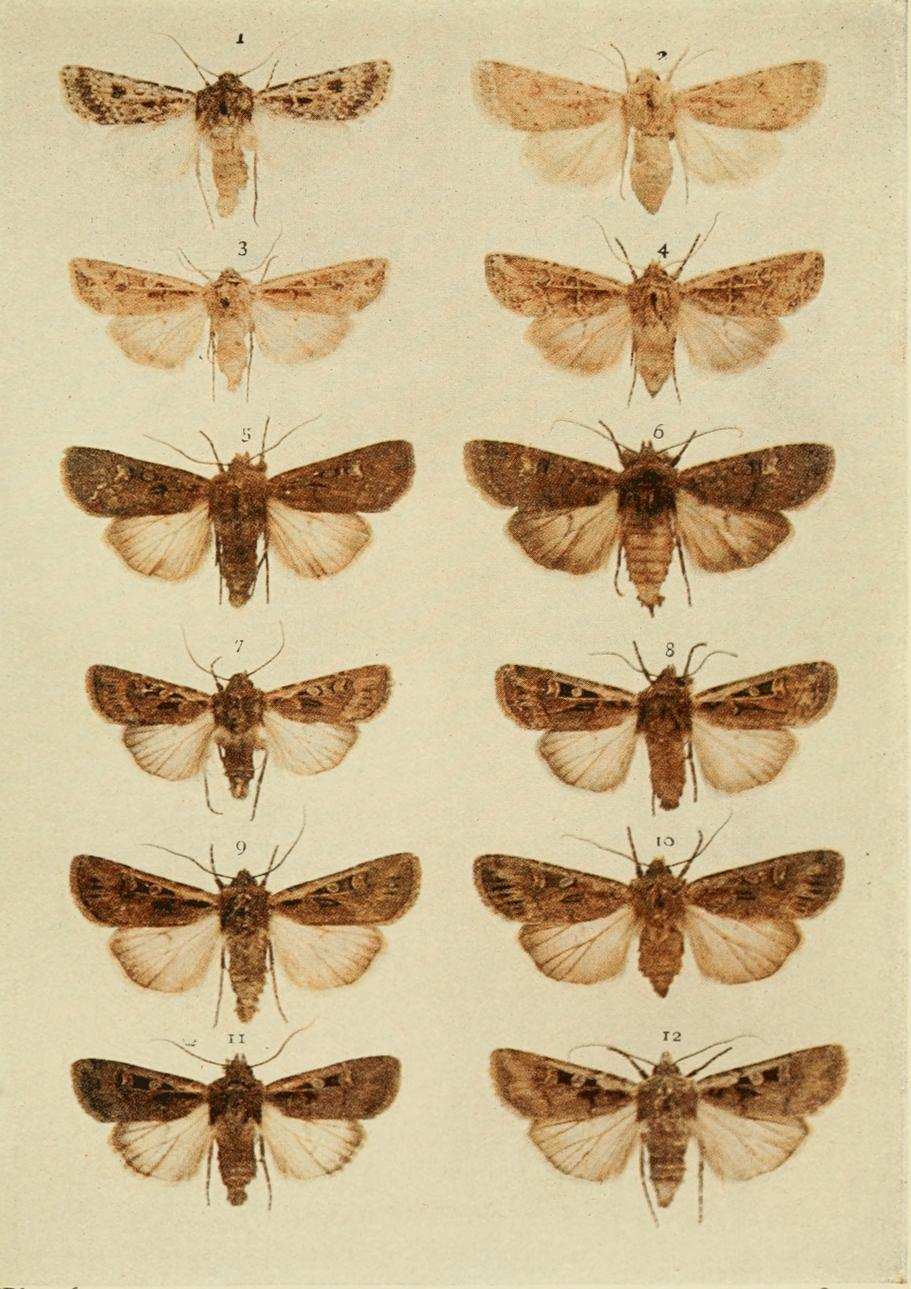